# 前ヶ畑峠
前ヶ畑峠（まえがはたとうげ）は、京都府京都市左京区大原内にある国道上の峠である。

## 概要
天ヶ岳から延びる尾根を越える標高627mの峠で、百井中央集落のすぐ東側にあり、京都市内の大原小出石町と大原百井町を隔てている。国道477号上にあって、滋賀県大津市から百井へ至るにはこの峠を越える必要がある。百井中央の集落が高所の平地にあるため、百井から小出石方向へ降る片峠となっている。

## 道路状況
峠前後は1.2車線程度と、国道としては狭い道路である。車両での通行は可能だが、小出石側が急勾配となっている。また、この峠から百井中央の集落をはさんですぐ西には百井峠があるほか、国道477線に沿ってさらに西へ進もうとすると花脊峠へ向かう途中に百井別れという難所が存在するため、この峠を利用する人は限られている。

## 隣接する峠
- 途中越（京都府京都市・滋賀県大津市）
- 百井峠（京都府京都市左京区）